# گوگ‌تپه (بیجار)
گوگ تپه روستایی در دهستان گرگین بخش کرانی شهرستان بیجار استان کردستان ایران است.

## جمعیت
بر پایه سرشماری عمومی نفوس و مسکن در سال ۱۳۹۵ جمعیت این روستا ۲۸ نفر (در ۹ خانوار) بوده‌است.